# Llei per a la igualtat efectiva de dones i homes
La Llei per a la igualtat efectiva de dones i homes fou una llei orgànica aprovada per les Corts Espanyoles i sancionada pel rei d'Espanya el 22 de març de 2007. Segons la Llei d'igualtat, «el principi d'igualtat de tracte entre dones i homes suposa l'absència de qualsevol discriminació, directa o indirecta, per raó de sexe i, especialment, les derivades de la maternitat, l'assumpció d'obligacions familiars i l'estat civil.»
El diari digital Eldiario.es demostrà el 2018 que la jurista basca María Elósegui Itxaso no hi va participar en l'elaboració d'aquesta llei.